# Drena De Niro

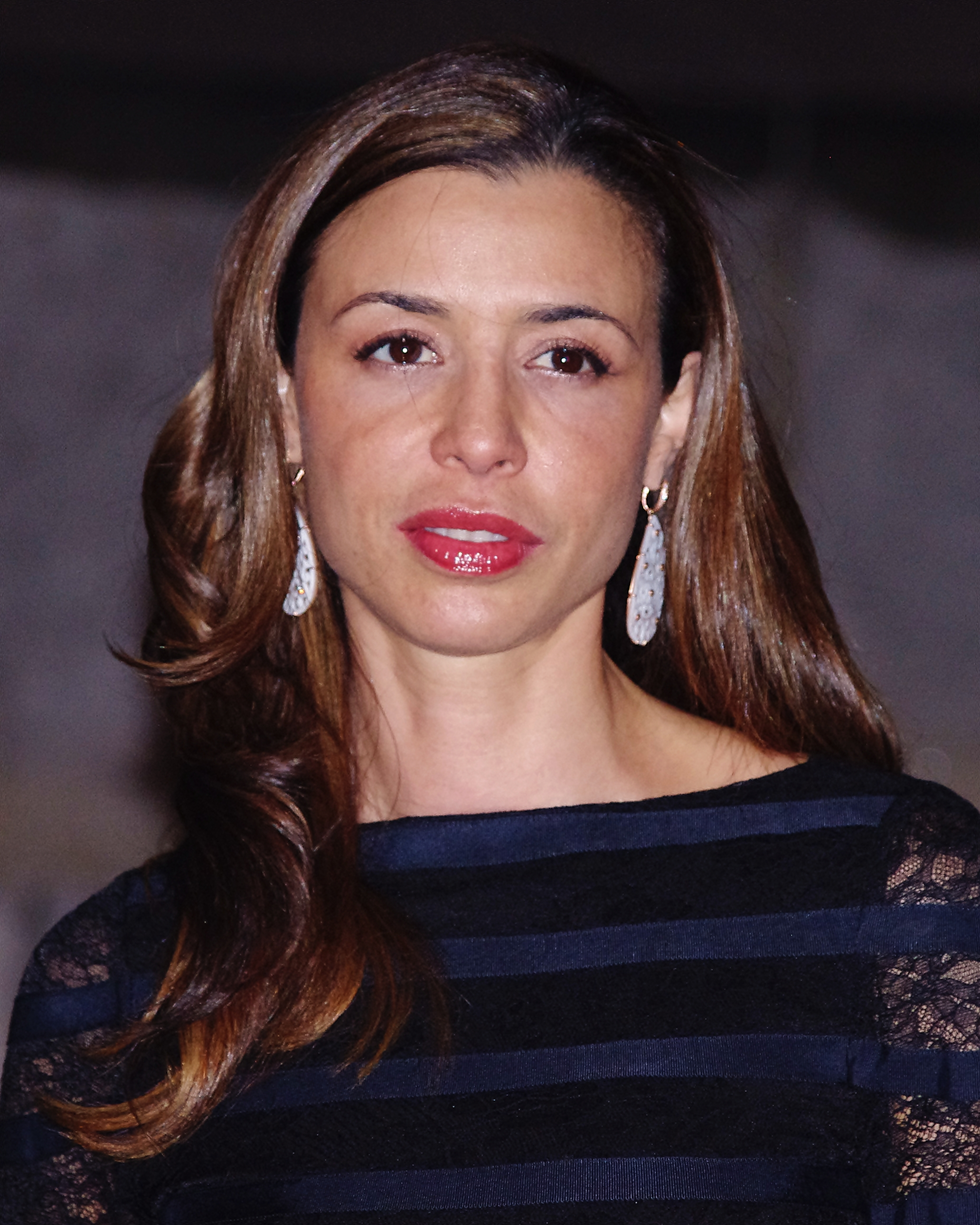
Drena De Niro (2012)

Drena De Niro (* 3. September 1967 in New York City) ist eine US-amerikanische Schauspielerin.

## Leben
De Niro wurde von dem US-amerikanischen Schauspieler und mehrfachen Oscargewinner Robert De Niro adoptiert, nachdem dieser 1976 ihre Mutter Diahnne Abbott geheiratet hatte.
Sie wuchs in New York City auf, verbrachte mit ihrem Vater aber auch einige Jahre in Italien.
Nach Tätigkeiten als Model, DJ und Musical Supervisor für Giorgio Armanis Shows übernahm sie 1996 eine kleine Rolle im Film Grace of My Heart. Seither trat sie wiederholt in Nebenrollen auf, oft an der Seite ihres Vaters oder ihrer Mutter. 2001 führte sie beim Dokumentarfilm Girls and Dolls erstmals Regie. Seit 2006 ist sie Sprecherin der Waisenkind-Organisation Kageno.
Ihr Sohn starb im Juli 2023 im Alter von 19 Jahren. Sie lebt in New York City.

## Filmografie (Auswahl)
- 1996: Grace of My Heart
- 1997: Wag the Dog – Wenn der Schwanz mit dem Hund wedelt (Wag the Dog)
- 1998: Zum Sterben zu müde (Too Tired to Die)
- 1998: Große Erwartungen (Great Expectations)
- 1999: Auf den ersten Blick (At First Sight)
- 1999: On the Run
- 1999: The 24 Hour Woman
- 1999: Personals
- 1999: Entropy
- 2000: Die Abenteuer von Rocky & Bullwinkle (The Adventures of Rocky & Bullwinkle)
- 2001: Giravolte
- 2001: Girls and Dolls
- 2002: Showtime
- 2002: Ghetto Dawg
- 2002: City by the Sea
- 2002: Soliloquy
- 2003: Death of a Dynasty
- 2003: Love & Orgasms
- 2005: Freezerburn
- 2005: The Collection
- 2007: The Lovebirds
- 2009: Karma, Confessions and Holi
- 2009: ExTerminators
- 2009: A Day in the Life – Eine Kugel führt zur nächsten (A Day in the Life)
- 2011: Happy New Year
- 2012: NYC 22 (Fernsehserie, eine Episode)
- 2014: Welcome to New York
- 2015: Jack of the Red Hearts
- 2015: Man lernt nie aus (The Intern)
- 2015: Joy – Alles außer gewöhnlich (Joy)
- 2016: Hands of Stone
- 2018: Mozart in the Jungle (Fernsehserie, 2 Episoden)
- 2018: Furlough
- 2018: Cabaret Maxime
- 2019: A Star Is Born
- 2019: When They See Us (Miniserie, 1 Episode)
- 2019: Matilda (Kurzfilm)
- 2020: Paradise (Kurzfilm)
- 2022: Bleecker
- 2025: Zero Day (Miniserie)